# Cryptosepalum diphyllum
Cryptosepalum diphyllum là một loài rau đậu thuộc họ Fabaceae.
Loài này chỉ có ở Nigeria.
Chúng hiện đang bị đe dọa vì mất môi trường sống.